# 四季彩之丘
43°31′44.9″N 142°27′51.7″E / 43.529139°N 142.464361°E

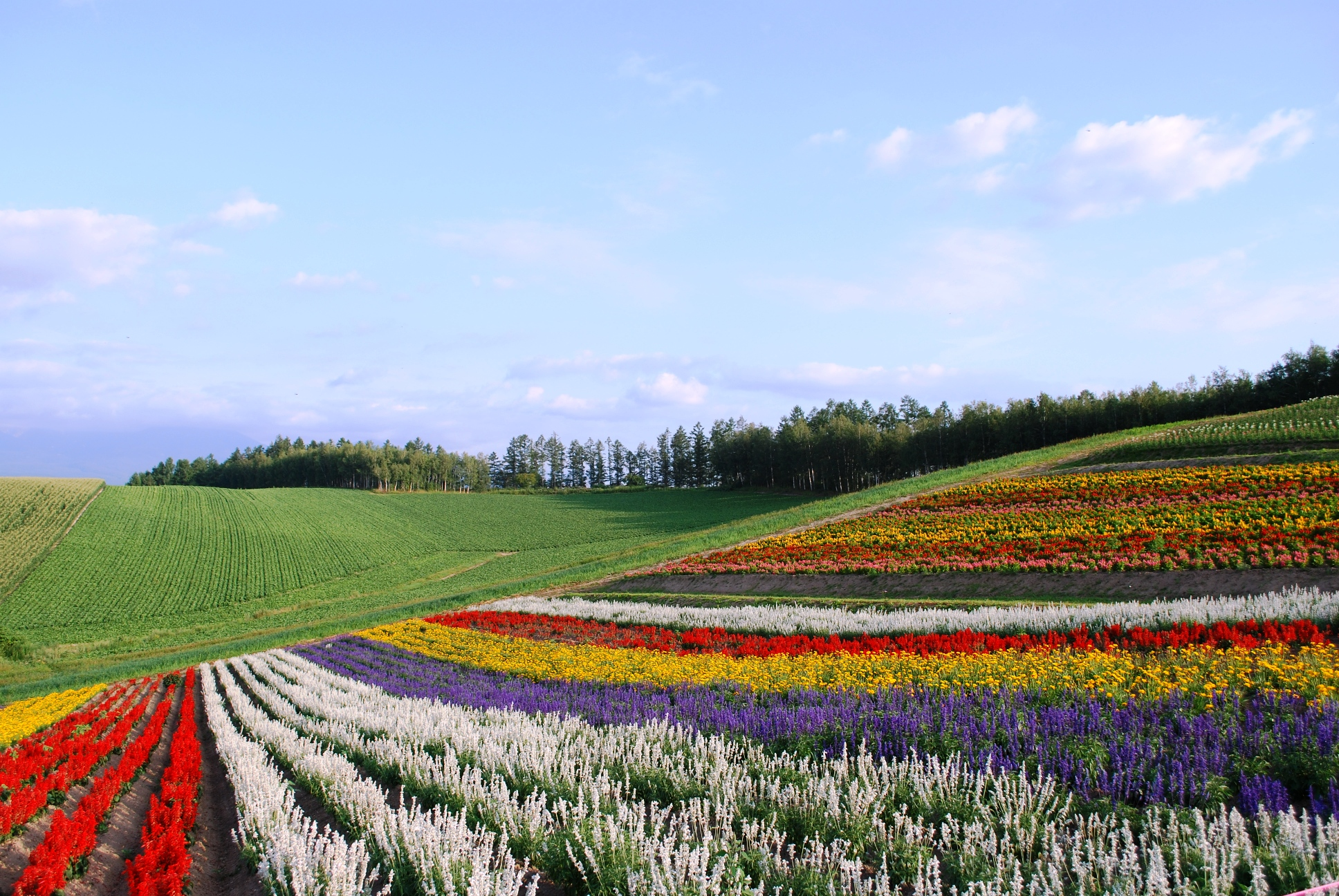
四季彩之丘的花田

展望花田 四季彩之丘，通常被簡稱為四季彩之丘，是位於日本北海道上川郡美瑛町的一個觀光花園，由「With You公司」（有限会社ウィズユー）營運。
花園位於美瑛的「景觀道路」的一座小山丘上，佔地15公頃，在每年4月至10月間依據季節種植薰衣草、魯冰花、大波斯菊、向日葵等各樣花草，全年種植的種類約在30種，讓整座山丘隨時保持五顏六色的多樣色彩。
在冬季，由於積雪的緣故，改設為雪地體驗場地。

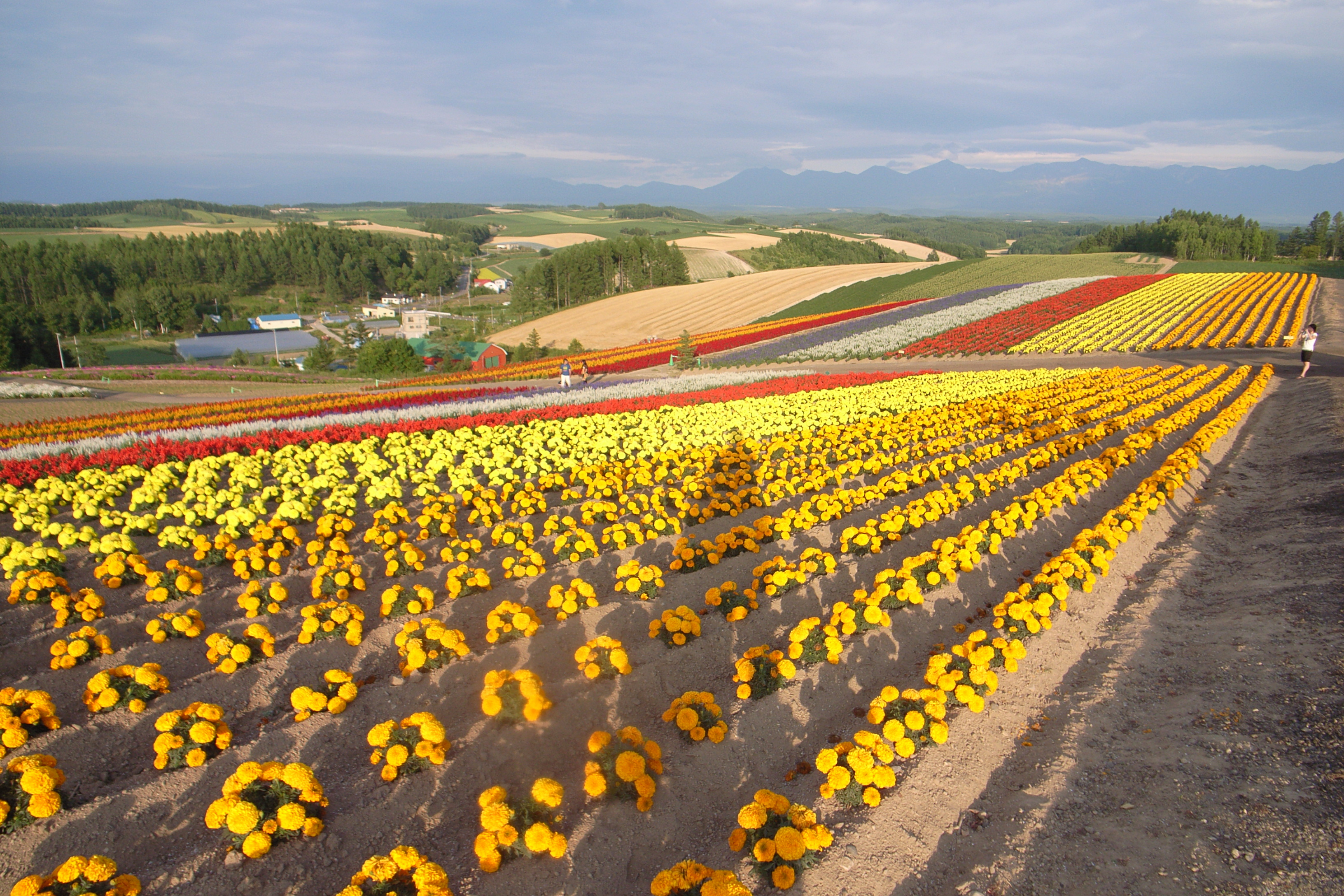
花田
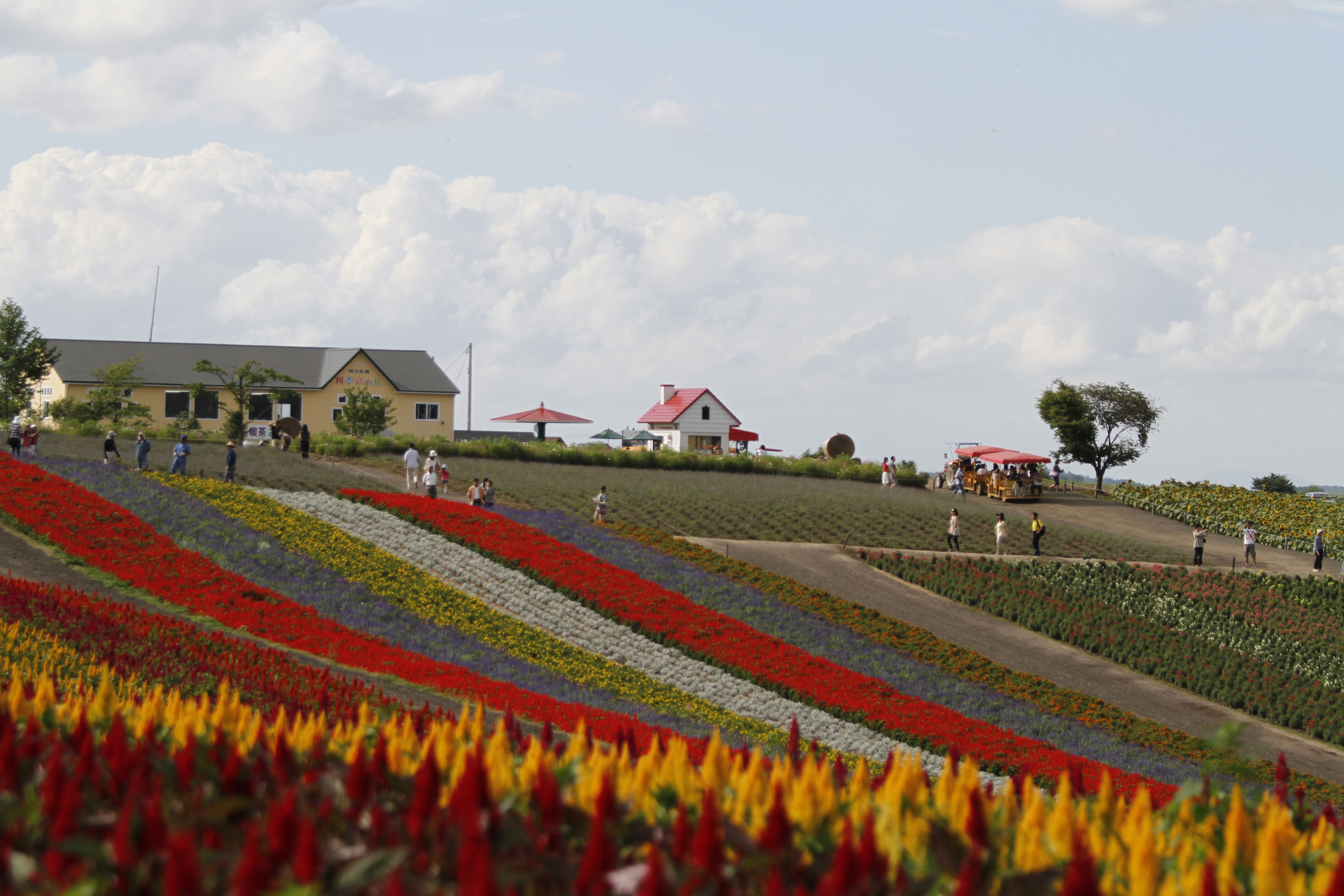
花田
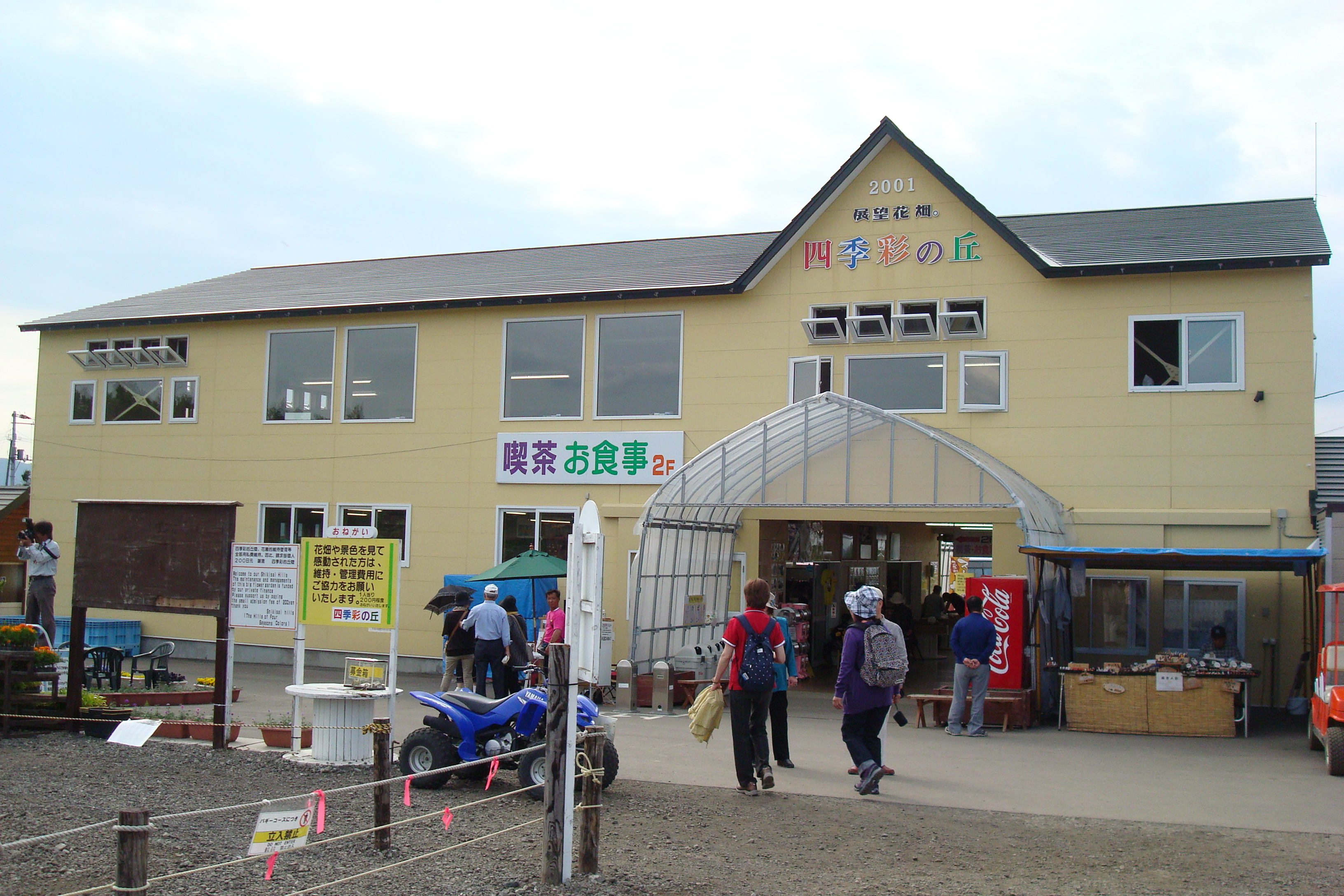
入口處建築
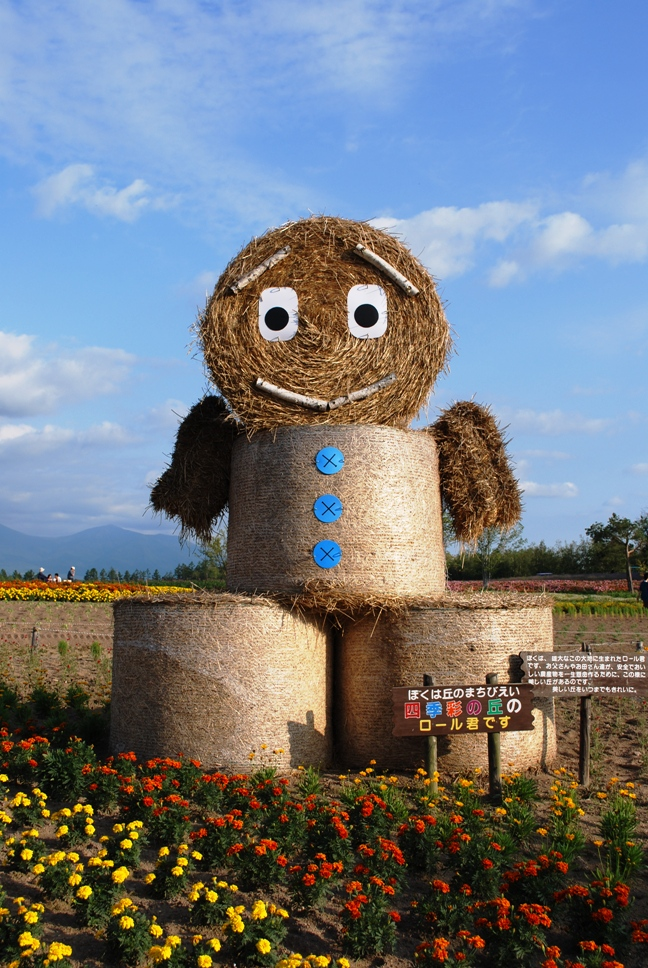
麥草卷君

## 外部連結
- （日語） 展望花田 四季彩之丘** （繁體中文） 官方繁體中文網站
  - （简体中文） （页面存档备份，存于）